# Etyka nikomachejska
Etyka nikomachejska (gr. Ἠθικὰ Νικομάχεια, Ēthiká Nikomácheia) – dzieło Arystotelesa, najpełniejsza wykładnia poglądów etycznych, stworzonego przez niego systemu filozoficznego.
W sposób systematyczny przedstawiono w niej to, co stanowi spełnienie istoty ludzkiej, co czyni człowieka szczęśliwym. Wychodząc z podstaw
filozoficznych, wykazano prostą zależność między życiem cnotliwym a szczęśliwym. Arystoteles nakreślił w Etyce nikomachejskiej ścieżkę, którą powinni podążać wszyscy ludzie, jeśli chcą być szczęśliwi.
W Corpus Aristotelicum obejmuje strony od 1094a do 1181a.

## Datacja utworu
Nieznana jest data powstania Etyki nikomachejskiej. François Nuyens śledząc proces rozwojowy myśli Arystotelesa datuje jej powstanie na drugi okres twórczości Arystotelesa, tj. pomiędzy latami 347-330 p.n.e., jako że prezentuje poglądy pośrednie w nauce na temat duszy między proplatońską Etyką eudemejską a antyplatońskim traktatem O duszy.

## Tytuł i struktura dzieła
Etyka nikomachejska nie została wydana za życia Arystotelesa. Nie miała też wówczas postaci jednolitego traktatu, stanowiąc zbiór wykładów.

Tytuł Etyki nikomachejskiej pochodzi od Nikomacha, jedynego syna Arystotelesa, który około 300 p.n.e. dokonał jej podziału na X ksiąg i wydał ją. 
W niektórych przekładach Etyki na współczesne języki powielany jest tytuł łacińskiego przekładu Ad Nicomachum, co jest błędne z uwagi na kompilację i wydanie dzieła po śmierci autora, jak i fakt że w IV wieku p.n.e. nie istniał zwyczaj dedykowania utworów.
Struktura nadana dziełu przez Nikomacha czyni je niespójnym. Poszczególne księgi nie są podzielone według zagadnień, natomiast omawiają dwa odrębne tematy (jak księga VII mówiąca o opanowaniu i o przyjemności), bądź przeciwnie – jedno zagadnienie rozbite jest pomiędzy dwie księgi (jak traktat o cnotach podzielony pomiędzy księgi VIII i IX).
Umieszczenie w Etyce nikomachejskiej podobnych, a jednak rozbieżnych między sobą tekstów, jak dwie niezależne od siebie rozprawy o przyjemności (ks. VII, 11–14 i ks. X, 1–5) wskazuje, że kompilator posługiwał się pismami Arystotelesa z różnych okresów jego twórczości.

### Treść
Wśród najważniejszych przesłań etyki znajdują się zdania:
- „Szczęście jest nagrodą cnoty”.
- „Cnota moralna powstaje jako wynik nawyku”.
- „Od tego czy od wczesnej młodości kształtujemy nawyki tego, czy innego rodzaju, zależy niemało, zależy bardzo wiele, zależy wręcz wszystko”.

## Tłumaczenia
Etyka nikomachejska doczekała się ogromnej ilości tłumaczeń i komentarzy w wielu językach.
Pierwsze całościowe, anonimowe tłumaczenia Etyki nikomachejskiej na łacinę ukazały się w połowie XII wieku. Pierwszym tłumaczeniem na język nowożytny był francuski przekład Mikołaja z Oresme z 1371.
Pierwszym fragmentarycznym przekładem na język polski był przekład Sebastiana Petrycego z 1618. Pierwszym – i jak dotąd jedynym – całościowym polskim tłumaczeniem Etyki nikomachejskiej jest przekład Danieli Gromskiej z 1955.